# Meine Freiheit, Deine Freiheit
Meine Freiheit, Deine Freiheit ist ein deutscher Dokumentarfilm aus dem Jahr 2011 von Diana Näcke. Im November 2011 feierte der Film seine Welturaufführung in Montreal und kam im Mai 2012 in die deutschen Kinos. 

## Inhalt
Der Film handelt von der jungen Intensivstraftäterin Kübra und der Äthiopierin Salema, die nichts anderes kennt als Drogen, Gewalt und das Leben auf der Straße. Näcke lässt beide Frauen ihre Geschichte erzählen und begleitet beide auf ihrem Weg aus dem Gefängnis. 

## Kritik
„Unter Verzicht auf wertende Urteile sowie schönfärberische Verharmlosung kommt der Film allen Protagonisten sehr nah.“

## Festivals und Auszeichnungen
- 2011: RIDM, Documentary Film Festival Montreal, Canada (International Competition)
- 2012: Canada International Film Festival Vancouver (International Documentary Competition)

Award for Excellence in Filmmaking
- 2012: HOT DOCS Toronto, Canada (World Showcase)
- 2012: DOK.fest Munich, Germany (German Competition)

Nominierung als Bester Deutscher Dokumentarfilm
- 2012: Millenium Documentary Film Festival Brüssel, Belgium (International Competition)

Audience Award
- 2012: Mexico International Film Festival (International Documentary Competition)

Bronze Palm Award
- 2012: Film and Art Festival „IN ME - Paradox of Liberty“ (Centre of Contemporary Art and Film Amsterdam), Netherlands
- 2012: International Documentary Film Festival Istanbul, Turkey
- 2012: Document 10, Glasgow
- 2013: Vorauswahl Deutscher Filmpreis (Bester Dokumentarfilm)
- 2013: Berlinale, German Cinema
- 2013: Filmmor Film Festival Istanbul, Turkey
- 2013: Adis International Filmfestival, Ethiopia